# Ignazio Messina
Ignazio Messina (ur. 24 lipca 1964 w Palermo) – włoski polityk i prawnik, parlamentarzysta, lider partii Włochy Wartości.

## Życiorys
Ukończył studia prawnicze na Università degli Studi di Palermo, kształcił się później również w Londynie. Do początku lat 90. pracował jako nauczyciel akademicki, zajmował się m.in. prawem rolnym.
Był jednym z założycieli ugrupowania La Rete, którym kierował Leoluca Orlando. W 1993 został burmistrzem miejscowości Sciacca, uzyskał reelekcję w 1997. Utracił to stanowisko pod koniec lat 90. na skutek przegłosowania przez radnych miejskich wotum nieufności, pozostając później członkiem rady miejskiej. W 1998 dołączył do ugrupowania Włochy Wartości.
W latach 2008–2013 sprawował mandat posła do Izby Deputowanych XVI kadencji. W 2013 zastąpił Antonia Di Pietro na funkcji sekretarza krajowego swojej partii, stając się tym samym nowym liderem tego ugrupowania.